# High Bradfield
High Bradfield is een dorp in het noordwesten van de stad Sheffield, gelegen in het Peak District. High Bradfield bevindt zich op ongeveer 10 km van het stadscentrum verwijderd en ligt op 260 meter boven zeeniveau. Het dorp vormt de hogergelegen helft van de civil parish Bradfield. De andere helft, Low Bradfield, ligt beneden aan de Loxley op minder dan 1 km afstand, waarbij de straat Woodfall Lane beide delen verbindt. Halverwege tussen High en Low Bradfield ligt Agden Reservoir.

## Bezienswaardigheden
In High Bradfield staat de Sint-Nicholaaskerk uit 1487, die uitkijkt over de heuvels en over Low Bradfield. Dit is de belangrijkste attractie van het dorp. Binnenin bevindt zich een Saksisch kruisbeeld dat in 1870 werd ontdekt. De kerk is in de perpendiculair gotische stijl gebouwd en staat mogelijkerwijze op een oudere Angelsaksische gewijde plek. De Sint-Nicholaaskerk wordt omringd door een kerkhof met omheining, waaraan een uitkijkhuisje uit 1745 staat gebouwd. Van hieruit werd de wacht gehouden, teneinde mogelijke lijkrovers tegen te houden. Dit is het enige nog bestaande uitkijkhuisje tegen lijkroof in heel Yorkshire.

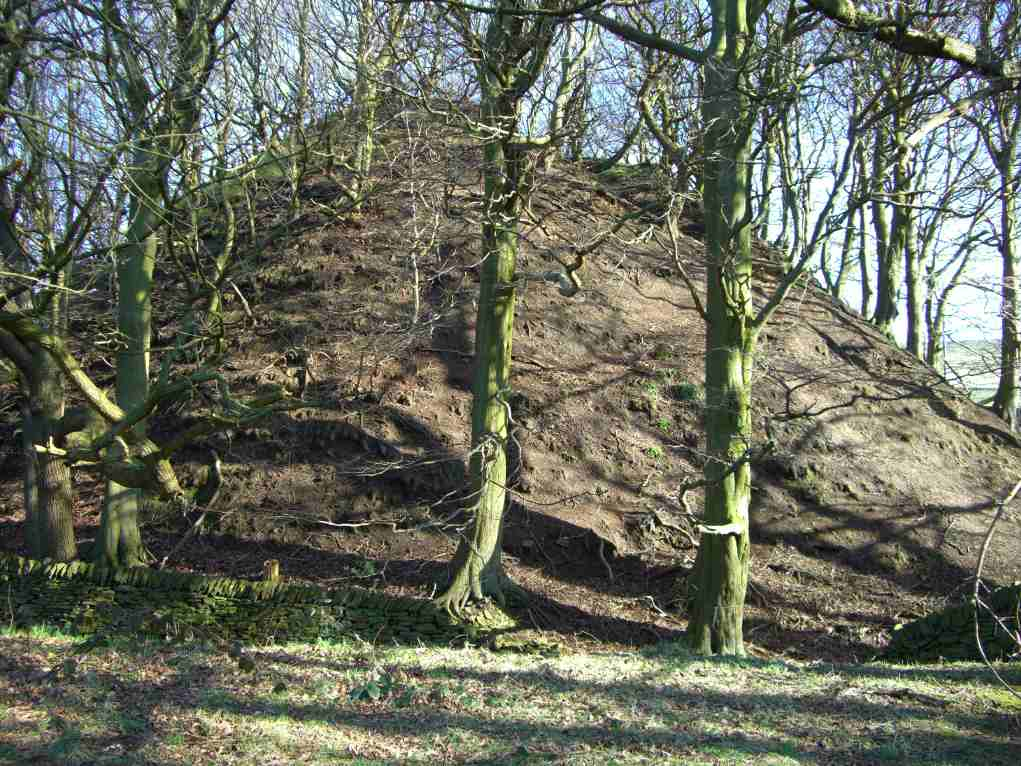
Mottekasteel Bailey Hill

Ten noordwesten achter het kerkhof ligt Bailey Hill, een kunstmatige ophoping die naar alle waarschijnlijkheid een mottekasteel uit de Normandische periode was. Dit is een van de best bewaarde mottekastelen in Yorkshire. De precieze functie is onbekend; tijdens opgravingen in 1720 werden rechthoekige stenen aangetroffen. Er loopt een 95 meter lange gracht van verharde aarde om de oost- en zuidkant van de heuvel.
Ongeveer een halve kilometer ten zuidoosten van High Bradfield staat nog een andere heuvel, Castle Hill genaamd, die wellicht een Saksische uitkijkpost is geweest.
Het oude postkantoor in Jane Street achter de Sint-Nicholaaskerk, dat thans als een particuliere woning dienstdoet, is een beschermd monument. Ook het oude werkhuis van Bradfield, dat in 1759 in gebruik werd genomen, bestaat nog en is een privéwoning.

## Nijverheid
High Bradfield is van oudsher een landbouwdorp; de steenachtige ondergrond heeft voor het ontstaan van talrijke kleine weidetjes gezorgd. In de Industriële revolutie trokken vele inwoners evenwel naar het nabije Sheffield. Heden ten dage blijven boerderijen de hoofdmoot van de economische activiteit uitmaken, doch een hiervan, Watt House Farm, huisvest de Bradfield Brewery. Dit is een lokale brouwerij die streekbieren zoals Farmers Pale Ale en Farmers Blond produceert. In het centrum van High Bradfield staat één pub annex restaurant, The Old Horns Inn, dat in 2011 twee onderscheidingen van de brouwerijketen Thwaites ontving.